# Pantoporia antara
Pantoporia antara är en fjärilsart som beskrevs av Moore 1858. Pantoporia antara ingår i släktet Pantoporia och familjen praktfjärilar. Inga underarter finns listade i Catalogue of Life.